# Quyền LGBT ở Việt Nam
Người đồng tính nữ, đồng tính nam, song tính và chuyển giới (LGBT) ở Việt Nam phải đối mặt với những thách thức mà những người không phải LGBT đối mặt. Từ cuối thập niên 2000, cùng với sự cởi mở hơn đối với giới LGBT ở các nước phát triển, LGBT ở Việt Nam bắt đầu được đề cập và nhìn nhận dần dần ở nhiều lĩnh vực. Cho đến nay, mặc dù hôn nhân đồng tính chưa được hợp pháp hóa, Việt Nam là nước dẫn đầu ở Đông Nam Á trong công nhận quyền lợi của LGBT. Ngày 24 tháng 11 năm 2015, quyền chuyển đổi giới tính chính thức được hợp pháp hóa tại Việt Nam sau khi Bộ luật dân sự sửa đổi 2015 cho phép chuyển đổi giới tính và thay đổi nhân thân, hộ tịch sau chuyển đổi được Quốc hội thông qua.
Lễ diễu hành tự hào đồng tính đầu tiên của Việt Nam diễn ra tại Hà Nội vào ngày 5 tháng 8 năm 2012. Năm 2017, các buổi diễu hành đã được tổ chức tại khoảng 34 tỉnh thành khác.

## Lịch sử
Tự định danh là đồng tính hay hành vi đồng tính chưa từng bất hợp pháp trong lịch sử Việt Nam. Luật Hồng Đức có đề cập đến hãm hiếp, ngoại tình và loạn luân nhưng không nhắc gì đến đồng tính. Chính quyền thực dân Pháp cũng không cấm đoán các hành vi đồng tính trong các thuộc địa. Mặc dù mại dâm nữ là phạm pháp, luật pháp không đề cập gì đến mại dâm nam. Tuy nhiên, những hành vi đồng tính có thể bị khởi tố dưới các tội danh như "vi phạm luân lý". Trong những trường hợp hiếm hoi mà hành vi đồng tính bị trừng phạt, tội danh thường là "ngoại tình" hay "hãm hiếp". Năm 2002, Bộ Lao động, Thương binh và Xã hội liệt kê đồng tính luyến ái trong các "tệ nạn xã hội" cần phải bài trừ như mại dâm và ma túy, nhưng Chính phủ chưa có chính sách nào về quan hệ đồng tính.

## Công nhận các cặp cùng giới

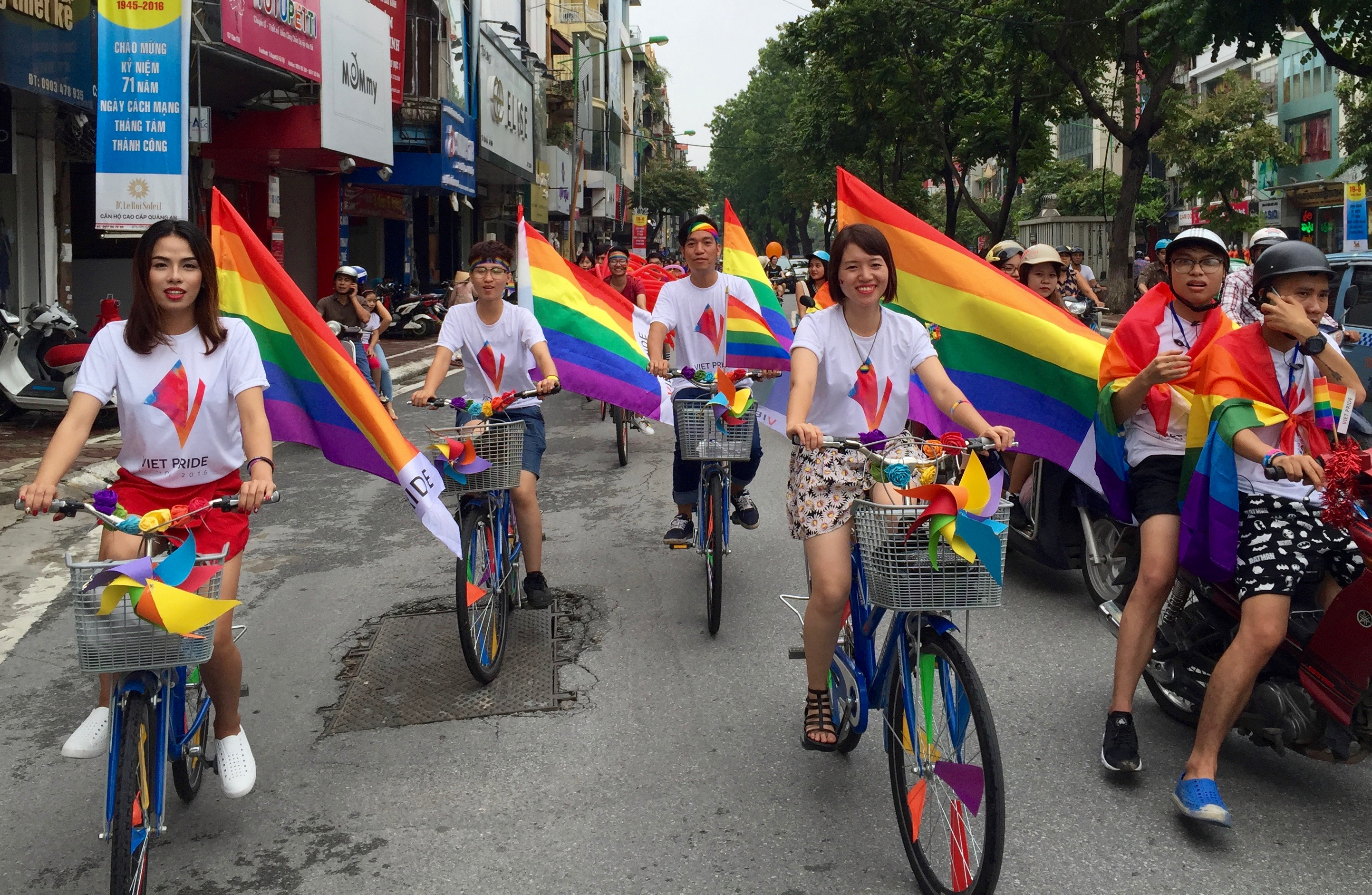
Diễu hành Viet Pride ủng hộ người đồng tính tại Hà Nội năm 2016

Vào tháng 7 năm 2012, Bộ trưởng Bộ Tư pháp thông báo rằng Chính phủ Việt Nam đã bắt đầu tham vấn về việc có nên hợp pháp hóa hôn nhân đồng giới hay không. Điều 36 Khoản 1 Hiến pháp nước Cộng hòa xã hội chủ nghĩa Việt Nam năm 2013 đã quy định nguyên tắc hôn nhân là "một vợ - một chồng, vợ chồng bình đẳng", do vậy nếu quy định về kết hợp dân sự (chung sống đồng giới) thì sẽ là trái với hiến pháp Việt Nam (vi hiến), bởi kiểu chung sống này sẽ không có ai là vợ hoặc chồng. Theo nguyên tắc, các bộ luật của 1 quốc gia luôn phải tuân thủ theo Hiến pháp, vì vậy mọi bộ luật tại Việt Nam đều không được phép công nhận hôn nhân đồng giới và kết hợp dân sự. Luật Hôn nhân và Gia đình sửa đổi năm 2014 bỏ quy định "cấm kết hôn giữa những người cùng giới tính" từ ngày 1 tháng 1 năm 2015. Tuy nhiên, Luật 2014 vẫn quy định "không thừa nhận hôn nhân giữa những người cùng giới tính" (khoản 2 Điều 8). Điều này có nghĩa là những người đồng giới tính vẫn có thể chung sống, nhưng khi có tranh chấp xảy ra thì sẽ không áp dụng Luật hôn nhân và gia đình để giải quyết Những người đồng tính sinh sống với nhau nếu có sự tranh chấp thì sẽ áp dụng theo Bộ luật Dân sự chứ không áp dụng Bộ luật Hôn nhân và Gia đình.

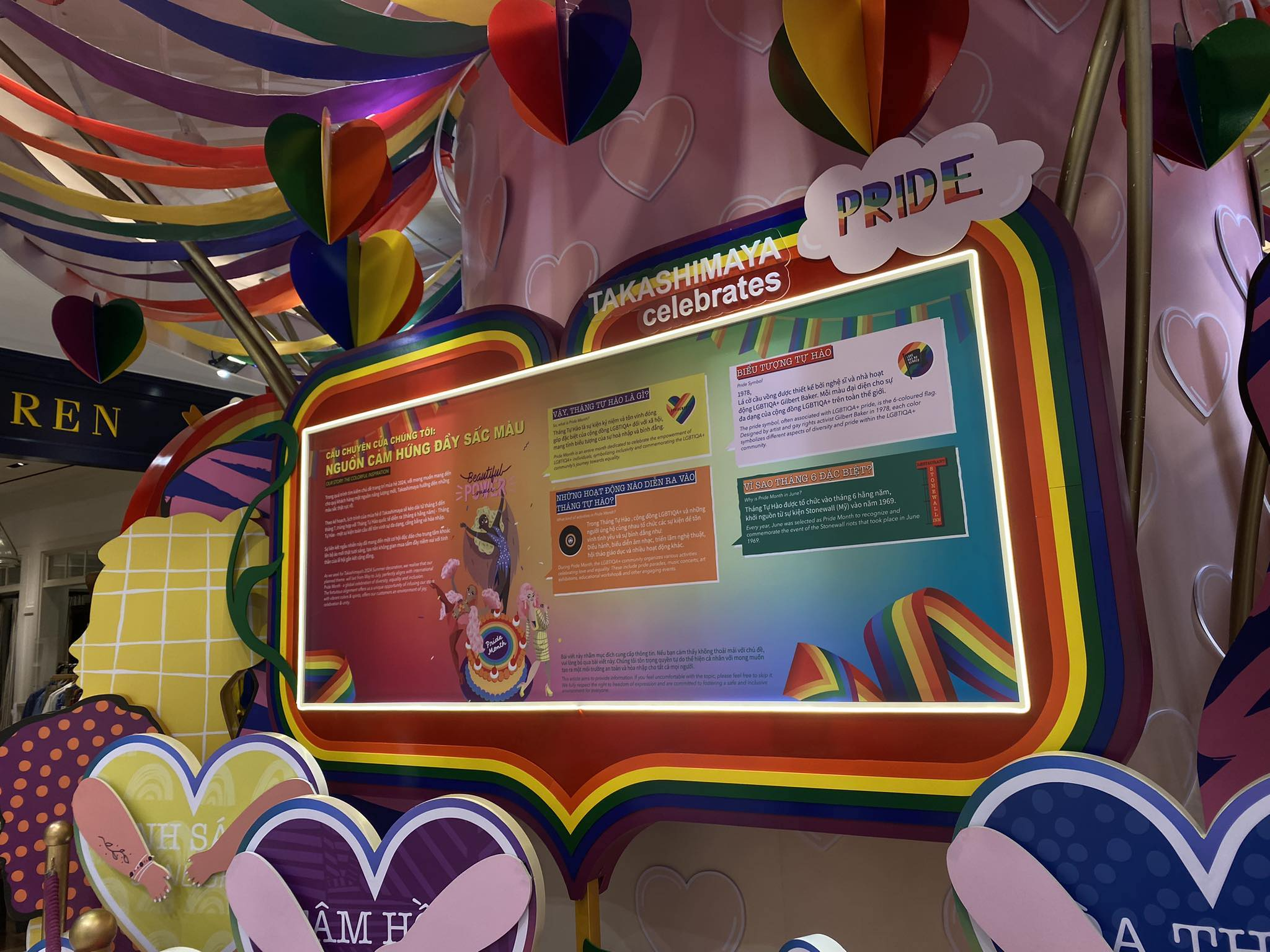
Tuyên truyền Tháng tự hào được xuất hiện công khai tại Thành phố Hồ Chí Minh năm 2024.

Việt Nam cho phép đám cưới đồng giới mang tính biểu tượng, các cặp đồng tính được không được công nhận cũng như không được bảo vệ theo luật. Jamie Gillen, nhà nghiên cứu xã hội học thuộc Đại học Quốc gia Singapore, nhận định rằng sự nới lỏng lập trường của Việt Nam trái ngược với các nước láng giềng của Việt Nam như Singapore. Người ta ước tính rằng những chính sách nới lỏng như vậy sẽ thu hút doanh thu du lịch khi Việt Nam nỗ lực quảng bá mình là một xã hội khoan dung và thân thiện. Vào tháng 2 năm 2023, trong một phóng sự của kênh truyền hình Công an Nhân dân đã đưa ra những khúc mắc cần được tháo gỡ từ pháp luật dành cho những người thuộc cộng đồng LGBT.

## Quyền người chuyển giới
Năm 2008, Chính phủ Việt Nam ban hành Nghị định quy định việc "xác định lại giới tính" đối với người có khuyết tật bẩm sinh về giới tính hoặc giới tính chưa được định hình chính xác. Khác với người đồng tính, những người này là do bị dị tật bẩm sinh về thể xác, cần phẫu thuật để điều chỉnh lại bộ phận sinh dục bị dị tật. Ngày 24 tháng 11 năm 2015, Quốc hội thông qua Bộ luật Dân sự (sửa đổi), trong đó có quy định về chuyển đổi giới tính và các quyền, nghĩa vụ liên quan. Luật có hiệu lực thi hành từ đầu năm 2017. Điều 37, Bộ luật này quy định: "Việc chuyển đổi giới tính được thực hiện theo quy định của luật. Cá nhân đã chuyển đổi giới tính có quyền, nghĩa vụ đăng ký thay đổi hộ tịch theo quy định của pháp luật về hộ tịch; có các quyền nhân thân phù hợp với giới tính đã được chuyển đổi theo quy định của Bộ luật này và luật khác có liên quan". Như vậy, Việt Nam chính thức cho phép việc chuyển đổi giới tính. Sau quy định này, Việt Nam trở thành quốc gia thứ 11 tại châu Á, hợp pháp hóa việc chuyển đổi giới tính. Tuy nhiên, vẫn chưa có quy định cụ thể.
Ngày 12 tháng 5 năm 2023, Ủy ban Thường vụ Quốc hội cho ý kiến về dự án Luật Chuyển đổi giới tính.

## Phục vụ trong quân đội
Tại Việt Nam, các cá nhân có thể đi nghĩa vụ quân sự hoặc tình nguyện phục vụ trong Lực lượng vũ trang khi đủ 18 tuổi trở lên, không phân biệt giới tính hay xu hướng tình dục.

## Cấm liệu pháp chuyển đổi
Ngày 3 tháng 8 năm 2022, Công văn số 4132/BYT-PC của Bộ Y tế Việt Nam về việc chấn chỉnh công tác khám bệnh, chữa bệnh đối với người đồng tính, song tính và chuyển giới yêu cầu quán triệt các cơ sở khám bệnh, chữa bệnh trong toàn quốc tăng cường tuyên truyền, phổ biến để các bác sĩ, nhân viên y tế và người dân đến cơ sở khám, chữa bệnh hiểu đúng về người đồng tính, song tính và chuyển giới. Công văn nhấn mạnh "Không coi đồng tính, song tính, chuyển giới là một bệnh; không can thiệp, ép buộc điều trị đối với các đối tượng này, nếu có chỉ là hỗ trợ về tâm lý và do người có hiểu biết về bản dạng giới thực hiện."

## Hiến máu
Theo thông tư số 26 năm 2013 của Bộ Y tế Việt Nam về việc hướng dẫn hoạt động truyền máu thì trong các điều kiện tiêu chuẩn của người được hiến máu không có bất kỳ quy định nào nghiêm cấm người đồng tính và những người thuộc cộng đồng LGBT được phép hiến máu. Tuy nhiên, thông tư cũng nêu rõ cụ thể những người mắc các bệnh lây truyền qua đường máu cũng như đường tình dục sẽ không được phép hiến máu. Tuy nhiên, trên một số mẫu đăng ký hiến máu nhân đạo ở Việt Nam sẽ có câu hỏi về việc đã quan hệ tình dục cùng giới trong 6 tháng gần nhất hoặc chỉ hỏi về việc đã quan hệ tình dục cùng giới hay không. Năm 2017, khi được hỏi về vấn đề này, Viện trưởng Viện Huyết học và Truyền máu Trung ương Nguyễn Anh Trí cho rằng, "...[Viện] không hề kỳ thị người đồng tính, xã hội cũng không kỳ thị người đồng tính nhưng những người đồng tính đã quan hệ tình dục cùng giới sẽ có đặc tính riêng, nó bất bình thường so với người bình thường. Do đó, máu của những người đã quan hệ tình dục với người cùng giới chắc chắn không lấy được".

## Dư luận
Năm 2001, một cuộc khảo sát cho thấy 82% người Việt Nam tin rằng đồng tính luyến ái "không bao giờ được chấp nhận". Năm 2007, Đại học Sư phạm Thành phố Hồ Chí Minh đã tiến hành thăm dò ý kiến 300 học sinh ở ba trường THCS và THPT và phát hiện ra rằng 80% học sinh trả lời "không" khi được hỏi "Đồng tính luyến ái có xấu không?". Một cuộc thăm dò vào tháng 3 năm 2014 chỉ ra rằng 33,7% người Việt Nam ủng hộ hôn nhân đồng giới, trong khi 52,9% phản đối. Từ tháng 12 năm 2015 đến tháng 1 năm 2016, ILGA cũng đã thực hiện một khảo sát qua mạng internet với 96.331 phản hồi từ 65 quốc gia. Trong số các phản hồi từ Việt Nam, 45% cho rằng hôn nhân đồng tính nên được hợp pháp hóa, 25% cho rằng không nên và 30% phản hồi "không biết".

## Bảng tóm tắt
| Hoạt động tình dục đồng giới hợp pháp                                                                                       | (Không bị cấm)                                                       |
| Tuổi đồng ý | Yes                                                                  |
| Luật chống phân biệt đối xử trong việc làm                                                                                  | No                                                                   |
| Luật chống phân biệt đối xử trong việc cung cấp hàng hóa và dịch vụ                                                         | / (Chỉ dành cho người chuyển giới)                                   |
| Luật chống phân biệt đối xử trong tất cả các lĩnh vực khác (bao gồm phân biệt đối xử gián tiếp, ngôn từ kích động thù địch) | No                                                                   |
| Hôn nhân cùng giới | No                                                                   |
| Công nhận các cặp vợ chồng cùng giới                                                                                        | No                                                                   |
| Người độc thân nhận con nuôi bất kể xu hướng tính dục                                                                       | Yes                                                                  |
| Nhận nuôi con riêng của các cặp vợ chồng cùng giới                                                                          | No                                                                   |
| Nhận nuôi con chung của các cặp vợ chồng cùng giới                                                                          | No                                                                   |
| Người đồng tính nam, đồng tính nữ và song tính được phép phục vụ công khai trong quân đội                                   | Yes                                                                  |
| Quyền thay đổi giới tính hợp pháp                                                                                           | (Từ 2017)                                                            |
| Quyền thực hiện phẫu thuật chuyển giới                                                                                      | (Từ 2017)                                                            |
| Đồng tính không còn bị xếp loại là bệnh                                                                                     | (Từ 2022)                                                            |
| Bản dạng chuyển giới không còn bị xếp loại là bệnh                                                                          | (Từ 2022)                                                            |
| Cấm liệu pháp chuyển đổi | / (Từ 2022) Chỉ nhân viên y tế bị cấm thực hành liệu pháp chuyển đổi |
| Truy cập IVF cho các cặp đồng tính nữ                                                                                       | Yes                                                                  |
| Mang thai hộ thương mại cho các cặp đồng tính nam                                                                           | (cấm bất kể xu hướng tính dục)                                       |
| MSM được phép hiến máu | Yes                                                                  |